# Szatka
Szatka (orosz nyelven: Сатка) város Oroszország európai részén, a Cseljabinszki terület Szatkai járásának székhelye. 
Lakossága: 45 178 fő (a 2010. évi népszámláláskor).

## Elhelyezkedése

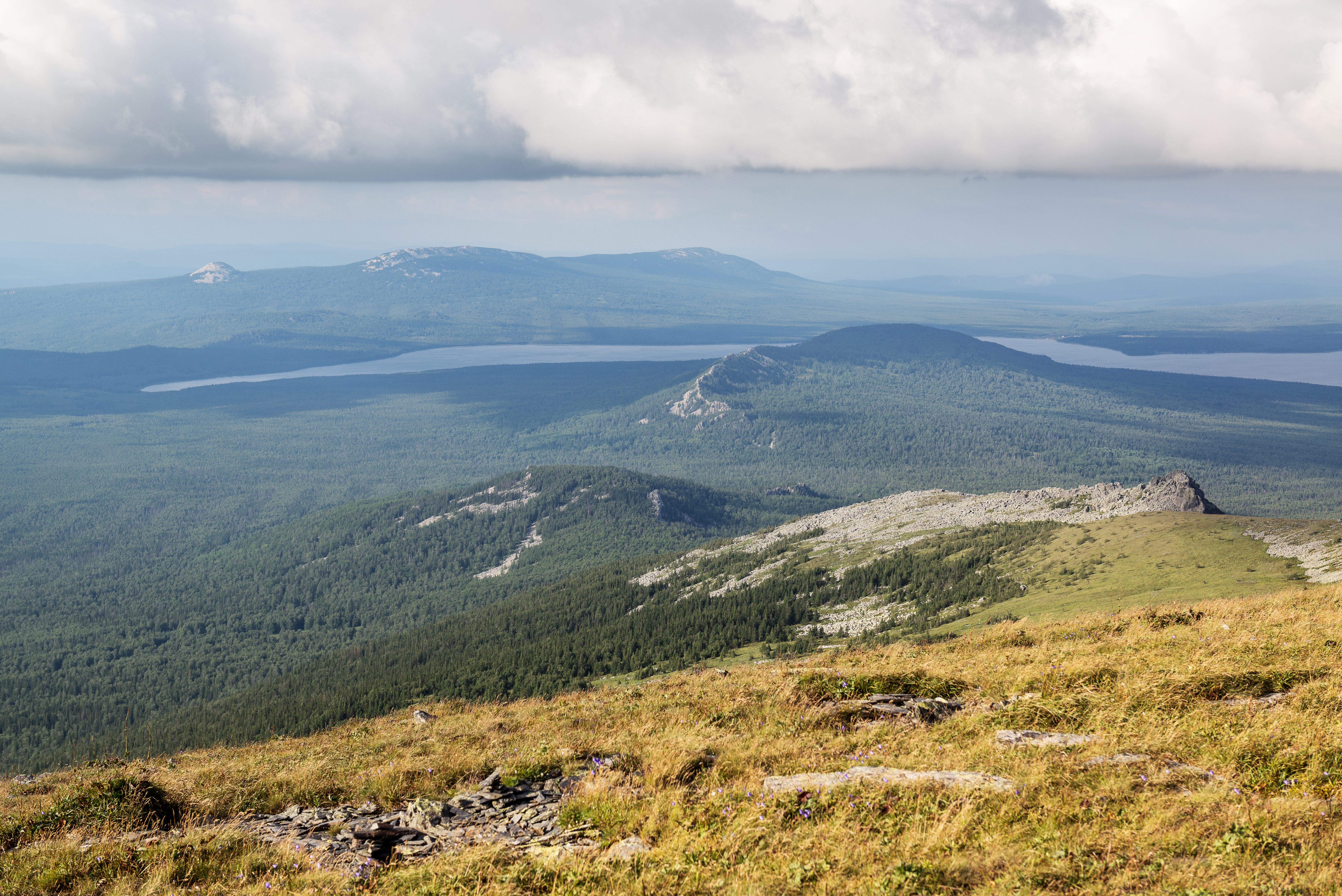
Természetvédelmi terület a Zjuratkul-tóval, Szatka közelében

A Déli-Urál nyugati oldalán, a Bolsaja Szatka folyó partján helyezkedik el, Zlatouszttól 60 km-re, Cseljabinszk területi székhelytől 176 km-re nyugatra. Vasútállomás a dél-uráli vasútvonal, Berdjaus–Bakal közötti szakaszán. A várostól délre vezet az  „Urál” főút.
A várostól 25 km-re délkeletre, 724 m tengerszint feletti magasságban elterülő Zjuratkul-tó és tajgával borított, barlangokat rejtő vidéke 1993 óta természetvédelmi terület.

## Története, gazdasága

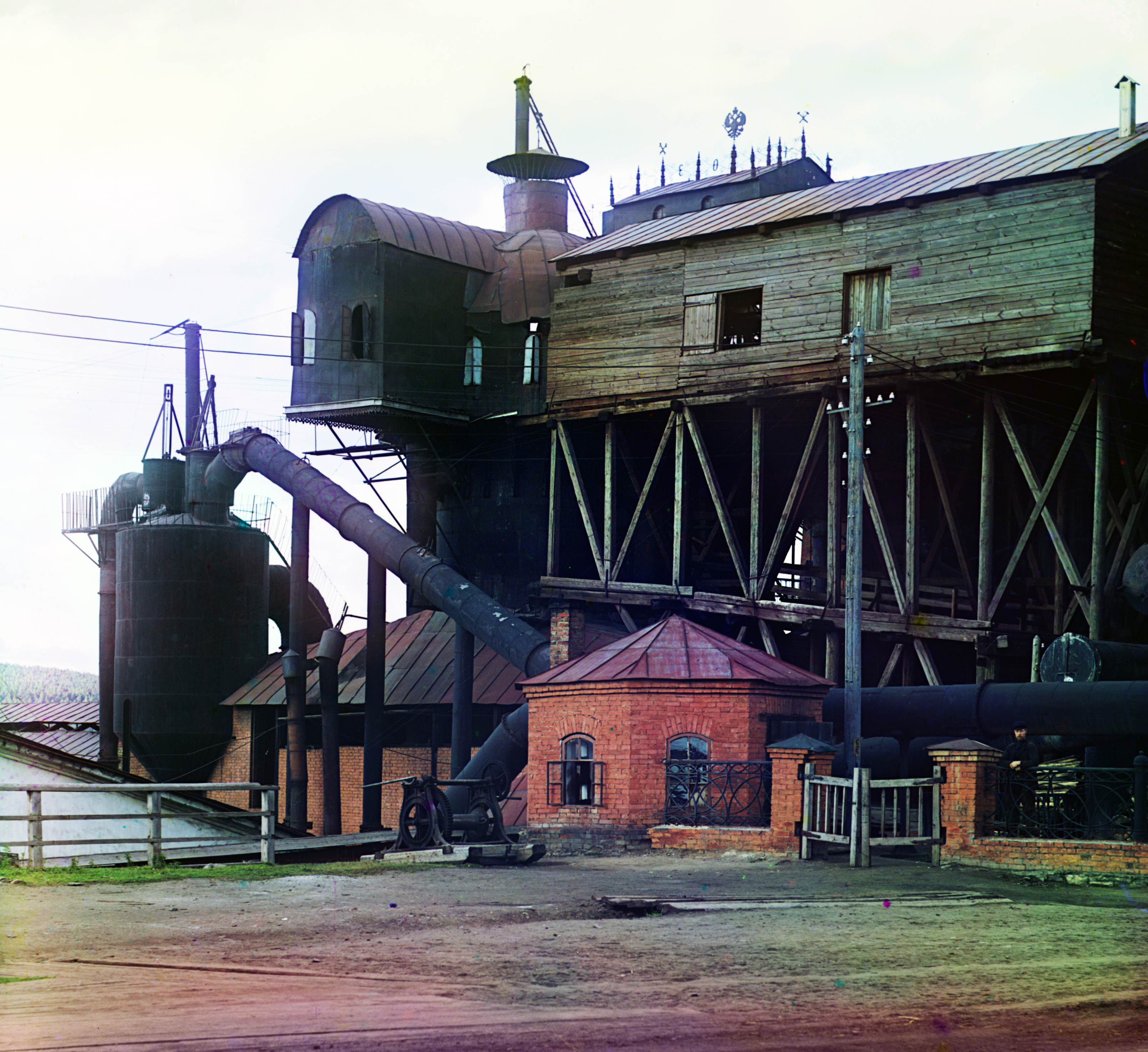
Nagyolvasztó kemencék a szatkai gyárban 1910-ben

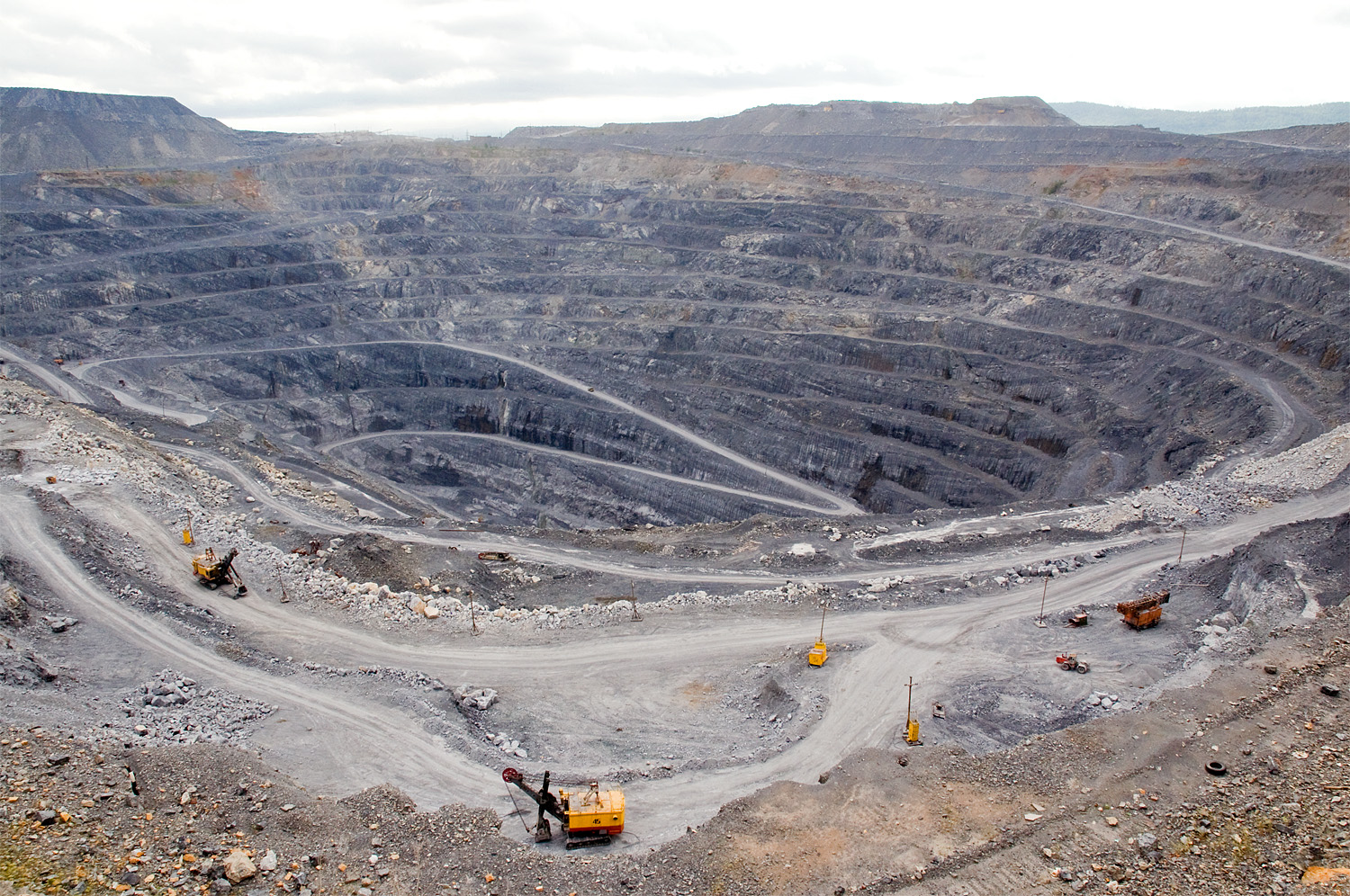
Magnazitbánya Szatka közelében (2011)

A Sztroganov család tagjai, Sz. G. Sztroganov és fia, A. Sz. Sztroganov által 1756-tól létesített vasöntő és vasgyártó manufaktúra településeként jött létre 1757-1758-ban. Az üzem a Kis- és a Nagy-Szatka (Malaja- és Bolsaja Szatka) folyó találkozásánál épült. A vasgyártást a közeli (Bakal település melletti) vasérctelep gazdag készleteire alapozták. A Pugacsov-féle felkelés idején Szatka kemény harcok színhelye volt,  hiszen az üzem fegyvert, ágyúgolyókat is gyártott. 1824-ben I. Sándor cár hosszabb utazást tett az országban, ekkor felkereste a dél-uráli vasgyárakat, köztük a szatkai gyárat is.
A 19. század végén a közelben magnezittelepet tártak fel és 1901-ben „Magnezit” néven gyárat alapítottak. 47 km-re Szatkától a folyón vízerőművet és kohászati gyárat építettek („Porogi”), majd 1910-ben – külföldi segítséggel – megkezdték ferroötvözetek gyártását. 1917-ben a szatkai gyárnál is elkészült a vízerőmű (vagy ekkor kezdték építeni).
Szatka település – 1937-től város – a magnezitbányászat és -feldolgozás egyik központja lett. A szovjet korszakban hatalmasra nőtt Magnezit Kombinát a város meghatározó iparvállalata volt, több mint tízezer dolgozót foglalkoztatott. A „Porogi” nevű gyárat is szervezetileg hozzácsatolták és átállították perikláz tűzálló anyagok gyártására. A privatizációt követően a 21. században a kombinátot „feldarabolták”, egyes utódvállalatai tovább működtek.
A régi városközpontban működő korábbi vasöntödét 2003-tól kezdve átállították ferromangán gyártására, így a privatizált vállalat nyereséges lett és túlélte a válságos éveket. Tevékenységével azonban erősen szennyezi a várost és környékét, 2017-ben ezért bírságot is kellett fizetnie.

## Oktatás, kultúra
A szakemberhiány enyhítésére még a háború vége előtt, 1944 augusztusában szakipari középiskolát alapítottak a városban. A kerámiaipari és bányászati technikum épületét a Magnezit Kombinát anyagi támogatásával emelték és 1958-ban adták át. Ebből a technikumból – 1993-tól kolledzsből – alakult meg 2008-ban a cseljabinszki székhelyű Állami Dél-Uráli Egyetem kihelyezett tagozata, a város első felsőoktatási intézménye.
A település első fatemplomát a vasgyártó üzemmel egyidőben építették, és 1774-ben a Pugacsov-felkelők az üzemmel együtt felgyújtották. Az új templomot téglából emelték 1782–1785-ben, harangtornyán hat harangot helyeztek el. Az 1850–1851. évi felújításkor jelentősen átépítették, a kupolákat bearanyozták. A szovjet korszakban, az 1930-as évek elején a templomot bezárták, harangtornyát, kupoláit lebontották, 1948-ban a harmadik szintjét is. 1956-tól az épületben mozi volt, majd 1990-ben a helytörténeti múzeum anyagát költöztették az épületbe. Az eredetileg 1957-ben alapított múzeum kiállítását 1994-ben nyitották meg újra. 2008-ban teljes felújítást végeztek az épületen.